# Помона (Нью-Джерсі)
Помона (англ. Pomona) — переписна місцевість (CDP) в США, в окрузі Атлантик штату Нью-Джерсі. Населення — 7416 осіб (2020).

## Географія
Помона розташована за координатами 39°28′7″ пн. ш. 74°33′0″ зх. д. / 39.46861° пн. ш. 74.55000° зх. д. (39.468722, -74.550112).  За даними Бюро перепису населення США в 2010 році переписна місцевість мала площу 7,24 км², уся площа — суходіл.

## Демографія
Згідно з переписом 2010 року, у переписній місцевості мешкали 7124 особи в 2107 домогосподарствах у складі 1602 родин. Густота населення становила 983 особи/км².  Було 2202 помешкання (304/км²).
Расовий склад населення:
| - 58,0 % — білих - 22,1 % — азіатів - 10,6 % — чорних або афроамериканців - 0,4 % — корінних американців - 5,2 % — осіб інших рас |

До двох чи більше рас належало 3,6 %. Частка іспаномовних становила 13,2 % від усіх жителів.
За віковим діапазоном населення розподілялося таким чином: 26,6 % — особи молодші 18 років, 59,1 % — особи у віці 18—64 років, 14,3 % — особи у віці 65 років та старші. Медіана віку мешканця становила 37,4 року. На 100 осіб жіночої статі у переписній місцевості припадало 86,6 чоловіків;  на 100 жінок у віці від 18 років та старших — 82,3 чоловіків також старших 18 років.
Середній дохід на одне домашнє господарство  становив 73 567 доларів США (медіана — 70 870), а середній дохід на одну сім'ю — 80 382 долари (медіана — 76 441). Медіана доходів становила 37 165 доларів для чоловіків та 50 066 доларів для жінок. За межею бідності перебувало 13,7 % осіб, у тому числі 22,6 % дітей у віці до 18 років та 11,6 % осіб у віці 65 років та старших.
Цивільне працевлаштоване населення становило 3128 осіб. Основні галузі зайнятості: мистецтво, розваги та відпочинок — 38,6 %, освіта, охорона здоров'я та соціальна допомога — 17,7 %, роздрібна торгівля — 11,3 %, науковці, спеціалісти, менеджери — 6,3 %.